# 제3회 홍콩 영화 금상장
제3회 홍콩 영화 금상장의 시상식에 관한 내용이다.

## 수상 및 후보

### 작품상
- 반변인 - 방육평 수상
- 귀타귀 2 - 인혁인 - 우마
- 촉산 - 서극
- 타뢰태 - 황지강
- 수렴청정 - 이한상

### 감독상
- 반변인 - 방육평 수상
- 귀타귀 2 - 인혁인 - 우마
- 수렴청정 - 이한상
- 아애야래향 - 테디 로빈 콴
- 타뢰태 - 황지강

### 각본상
- 표착칠일정 - 장젠팅 수상
- 귀타귀 2 - 인혁인 - 홍금보
- 타뢰태 - Wing Leung Liu
- 반변인 - Lok-Yee Chan
- 수렴청정 - 이한상

### 남우주연상
- 수렴청정 - 양가휘 수상
- 반변인 - Peter Wang
- 오복성 - 오요한
- 귀타귀 2 - 인혁인 - 홍금보
- 남여녀 - 만자량

### 여우주연상
- 표착칠일정 - 엽동 수상
- 촉산 - 임청하
- 반변인 - So-ying Hui
- 수렴청정 - Lau Hiu Hing
- 남여녀 - 종초홍

### 신인상
- 화성 - 정유령 수상
- 반변인 - So-ying Hui
- 수렴청정 - 양가휘
- 무림성화령 - 막소총
- 맹 - Ka Ha Yu

### 촬영상
- 화성 - 황중표 수상
- 타뢰태 - Yuen Chi Siu 외
- 아애야래향 - 고국화
- 반변인 - Lok-Yee Chan
- 수렴청정 - Lam Yeung 외

### 편집상
- 반변인 - Kam Wah Ng 외 수상
- 형수당랑퇴 - 장요종
- 타뢰태 - 호대위
- 암거 - Fung Sui 외
- 촉산 - Chi Kwong Shek

### 미술상
- 수렴청정 - Hung Wing Sung 수상
- 타뢰태 - King Man Lee
- 아애야래향 - Chung Man Kei
- 화성 - 장숙평
- 촉산 - 장숙평

### 무술감독상
- 오복성 - 원표 수상
- 촉산 - 원규
- 파우 - 원신의 외
- 귀타귀 2 - 인혁인 - 원표
- 형수당랑퇴 - 정소동

### 영화음악상
- 탑착차 - Shou-Chuan Lee 외 수상
- 타뢰태 - Jim Shum
- 반변인 - Man Yee Lam
- 아애야래향 - 포이달
- 남여녀 - Man Yee Lam

### 주제가상
- 탑착차
- 최가박당 2 - 대현신통
- 성제둔태
- 아애야래향
- 표착칠일정